# Simon Mann

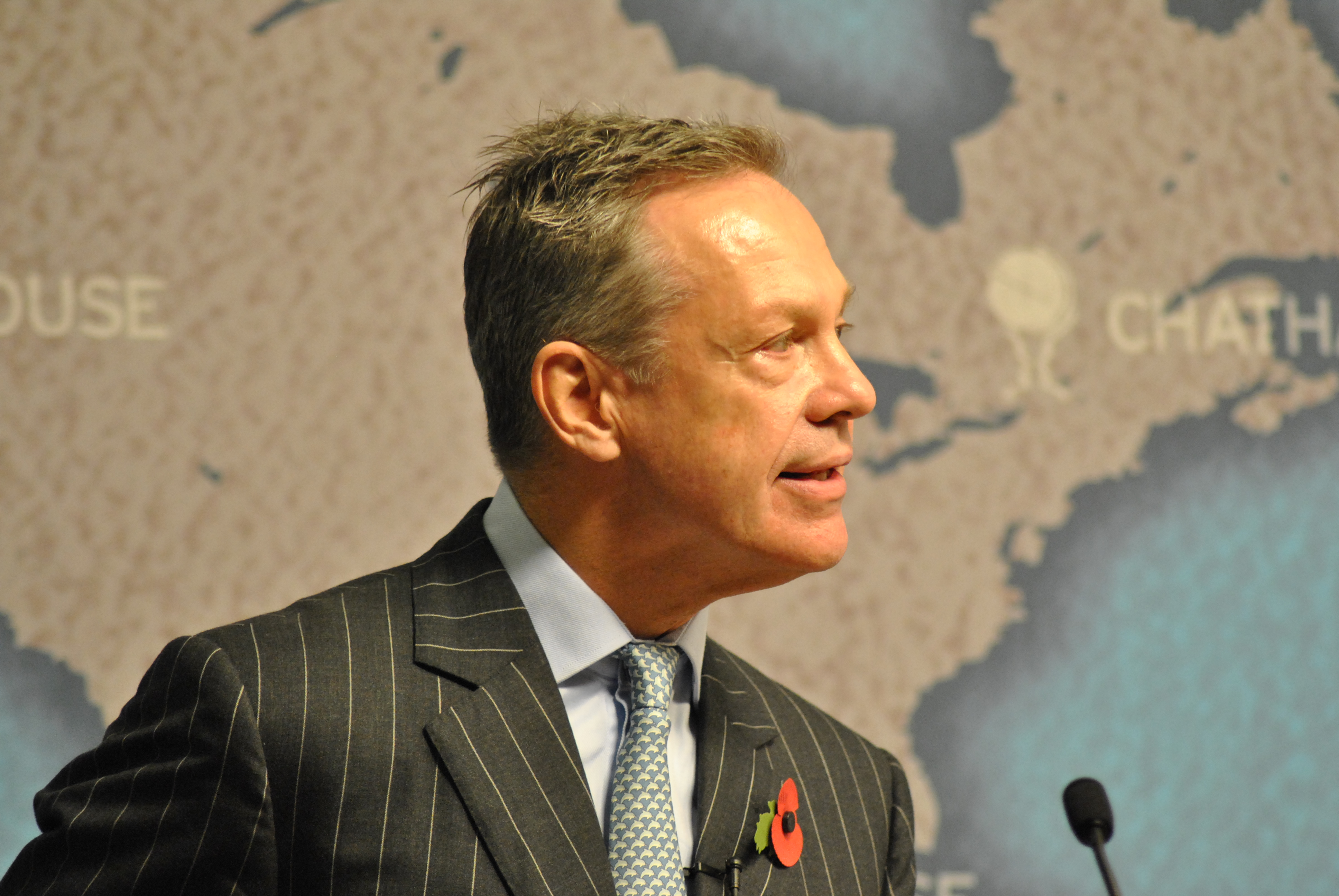
Simon Mann (2011)

Simon Mann (* 26. Juni 1952 in England; † vor oder am 9. Mai 2025) war ein Söldner, Sicherheitsexperte und britischer Offizier. Er war der Leiter der privaten Söldnerfirma Sandline International.

## Zeit in der Armee
Simon Mann wurde in England als Sohn wohlhabender Eltern geboren (nahm aber später die südafrikanische Staatsbürgerschaft an), besuchte das Eton College und anschließend die Militärakademie Sandhurst. Danach diente er in dem traditionsreichen Regiment der Scots Guards und wechselte anschließend zum Special Air Service; unter anderem war er auch in Deutschland stationiert. 1985 verließ er den SAS, blieb aber Reservist und wurde 1991 zum 2. Golfkrieg wieder eingezogen.

## Mann in den 1990er Jahren
Nach seinem Abschied im Jahr 1985 arbeitete er in Computer-Sicherheitsfirmen, nach dem Golfkrieg wandte er sich der Öl-Industrie zu. Anfang der 1990er Jahre half Mann mit, die Söldner-Firmen Executive Outcomes und Sandline International aufzubauen, deren Tätigkeitsgebiete zu der Zeit hauptsächlich in Angola und Sierra Leone lagen. Executive Outcomes war sehr erfolgreich in Angola und Sierra Leone, wobei in beiden Ländern der jeweilige Bürgerkrieg durch das Wirken dieser Söldnerfirma in kürzester Zeit beendet wurde. 1997 bekam Sandline International von der Regierung des Staates Papua-Neuguinea den Auftrag, eine Rebellion auf der Insel Bougainville gewaltsam zu unterdrücken, wodurch das Unternehmen auch international ins Rampenlicht geriet, da die Operation nie anlief. Stattdessen wurden die Söldner von der Armee Papua-Neuguineas festgenommen und durften erst nach Zahlung eines Lösegeldes das Land verlassen, der Skandal wurde als Sandline-Affäre bekannt.

## Der Skandal um den Staatsstreich in Äquatorialguinea
Am 7. März 2004 wurde Mann zusammen mit 69 weiteren Mitarbeitern seiner Firma in Simbabwe verhaftet, als Manns Boeing 727 von Sicherheitskräften des Landes gestürmt wurde. Bei dem Zwischenstopp in der Stadt Harare sollte das Flugzeug mit Waffen im Wert von etwa 150.000 Euro beladen werden. Die Anklage lautete auf Verletzung der Einwanderungsbestimmungen sowie auf Bruch von Waffen- sowie weiteren Sicherheitsgesetzen. Später gab es Anschuldigungen, Mann habe einen Staatsstreich in Äquatorialguinea durchführen wollen. Währenddessen wurden acht Söldner in Äquatorialguinea mit ebendieser Anklage inhaftiert. Mann gab an, er wolle in den Kongo reisen, wo die Waffen zum Schutz von Diamantenminen eingesetzt werden sollten. Trotz dieser Aussage wurde er am 27. August des Versuchs für schuldig befunden, Waffen zu kaufen, um einen Staatsstreich durchzuführen, und zu sieben Jahren Gefängnis verurteilt. Diese Strafe wurde in der Berufungsinstanz auf vier Jahre reduziert.
Nach Verbüßung der Strafe kam Simon Mann aufgrund eines Auslieferungsersuchens von Äquatorialguinea in Auslieferungshaft. Er wurde am 30. Januar 2008 ausgeliefert und stand in Äquatorialguinea ab dem 17. Juni 2008 wegen Hochverrats vor Gericht, von welchem er schließlich zu einer Gefängnisstrafe von 34 Jahren und vier Monaten verurteilt wurde. Nach Manns Aussage waren Mark Thatcher und der britische Millionär Eli Calil die Geldgeber. Der libanesischstämmige Oppositionspolitiker Severo Moto sollte die Macht im Land übernehmen. Südafrika und Spanien hätten ihre Zustimmung gegeben. Am 3. November 2009 wurde Simon Mann vorzeitig entlassen.
66 der 69 Mitreisenden wurden in Harare von diesem Vorwurf freigesprochen, jedoch wegen Vergehen gegen Einreisebestimmungen zu je zwölf Monaten Haft verurteilt, die beiden Piloten zu je 18 Monaten Haft. Sie sind alle nach Verbüßung der Strafe nach Südafrika abgeschoben worden. Die Boeing, die Mann gehörte, sowie 180.000 britische Pfund, die sich an Bord befanden, wurden vom Staat beschlagnahmt. Später gestand Mark Thatcher, Sohn der vormaligen britischen Premierministerin Margaret Thatcher, seine Beteiligung an dem versuchten Staatsstreich als Finanzier. Am 16. April 2004 gab Sandline bekannt, keine Aktionen mehr durchführen zu wollen. Die „EO“ beendete sämtliche Aktivitäten bereits 1999; wie den Massenmedien zur Weitergabe versichert wurde, auf Grund „mangelnder Unterstützung durch Regierungen“.

## Sonstiges
2002 spielte Mann die Rolle des Colonel Wilford im Film Bloody Sunday, der vom nordirischen Blutsonntag von 1972 handelt, dies war jedoch seine einzige Rolle als Schauspieler.